# Bibbia Cattiva

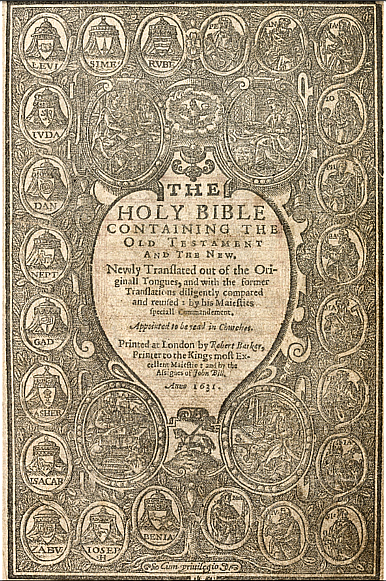
Il frontespizio della Bibbia Cattiva.

La Bibbia Cattiva (anche detta Bibbia degli Adulteri o Bibbia dei Peccatori; in inglese The Wicked Bible, o, più raramente, Sinners' Bible o Adulterous Bible) è una riedizione della Bibbia di re Giacomo, pubblicata a Londra nel 1631 dai tipografi reali Robert Barker e Martin Lucas. Tale edizione è nota per un errore di stampa che capovolse il significato del sesto comandamento e che costò agli editori una pesante ammenda e la revoca della licenza di tipografi.

## Storia
Il nome deriva da un errore commesso nella traduzione inglese di Esodo 20,14, dove, per omissione dell'avverbio not, la frase Thou shalt not commit adultery ("Non commetterai adulterio") divenne Thou shalt commit adultery ("Commetterai adulterio").
Il re Carlo I d'Inghilterra e l'arcivescovo di Canterbury George Abbot si dichiararono profondamente oltraggiati dall'errore. Abbot disse:

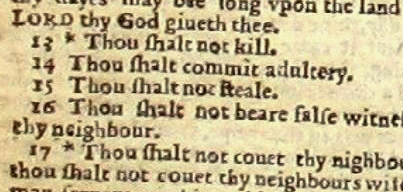
Il refuso, al nº 14.

Barker e Lucas, su ordine del re, furono condotti di fronte alla corte della Star Chamber, dalla quale furono puniti con 300 sterline di multa (l'equivalente del salario di un anno) e privati del titolo di tipografi reali. Fu inoltre stabilito il ritiro e la distruzione di tutte le copie della Bibbia Cattiva.

## Contesto
Storicamente, l'omissione del «not» era considerato un errore abbastanza comune. Fino al 2004, ad esempio, la redazione dell'Associated Press, negli articoli sulle assoluzioni, preferiva utilizzare il lemma «innocente» in luogo di «non colpevole», proprio per evitare questo tipo di errore. In ogni caso, la Bibbia Cattiva costituisce a oggi uno degli esempi più rilevanti di errori che, a causa dell'omissione accidentale di uno o più termini, invertono completamente il significato di quanto si voleva intendere.

## Copie esistenti
La maggior parte delle copie della Bibbia Cattiva furono subito bruciate, e, di conseguenza, il numero delle copie oggi esistenti è basso e tali copie sono considerate estremamente preziose dai collezionisti. Per quanto riguarda il valore, nel 2009 una copia della Bibbia Cattiva venne offerta in una vendita su Internet al prezzo di 89.500 dollari.
Attualmente una copia è conservata nella collezione dei libri rari della New York Public Library, oltre a essere mostrata anche nel museo della Bibbia di Dunham della Houston Baptist University a Houston, nel Texas. Hanno avuto l'opportunità di esporre la Bibbia Cattiva in occasione di una mostra tematica la British Library (fino al settembre 2009),  l'Hardin Center in Alabama e la Cambridge University Library per il quattrocentesimo anniversario della Bibbia di re Giacomo.